# Piz Mundin
Der Piz Mundin (früher auch Piz Mondin oder deutsch Mondiner Berg bzw. Mundyn) ist einer der höchsten Berge des Schweizer Unterengadins und der Samnaungruppe. Er gehört politisch zur Gemeinde Valsot.
Von Beginn der Neuzeit bis zum Jahr 1868 war der Gipfel mit seinen Flanken Teil des Novellaberg-Konflikts zwischen Tirol und Graubünden bzw. zwischen Österreich und der Schweiz.

## Lage und Umgebung
Der Piz Mundin erhebt sich als langgezogener Kamm über dem Unterengadin zwischen Finstermünzpass und Martina. Westlich des Berges befindet sich das Val Sampuoir, die schmalen Täler Val Saronna Gronda und Val Saronna Pitschna gehen direkt vom Grat Richtung Norden bzw. Nordwesten ab. Im langen Kamm des Piz Mundin, welcher sich von Südwesten nach Nordosten erstreckt, erheben sich mehrere Spitzen, von denen der Hauptgipfel etwa mittig liegt. Im nordöstlichen Teil des Grates befindet sich die schroffe Nadel Clucher dal Mundin (3120 m ü. M.). Weiter nordöstlich schliesst der Piz Mezdi und östlich der Piz Alpetta an.

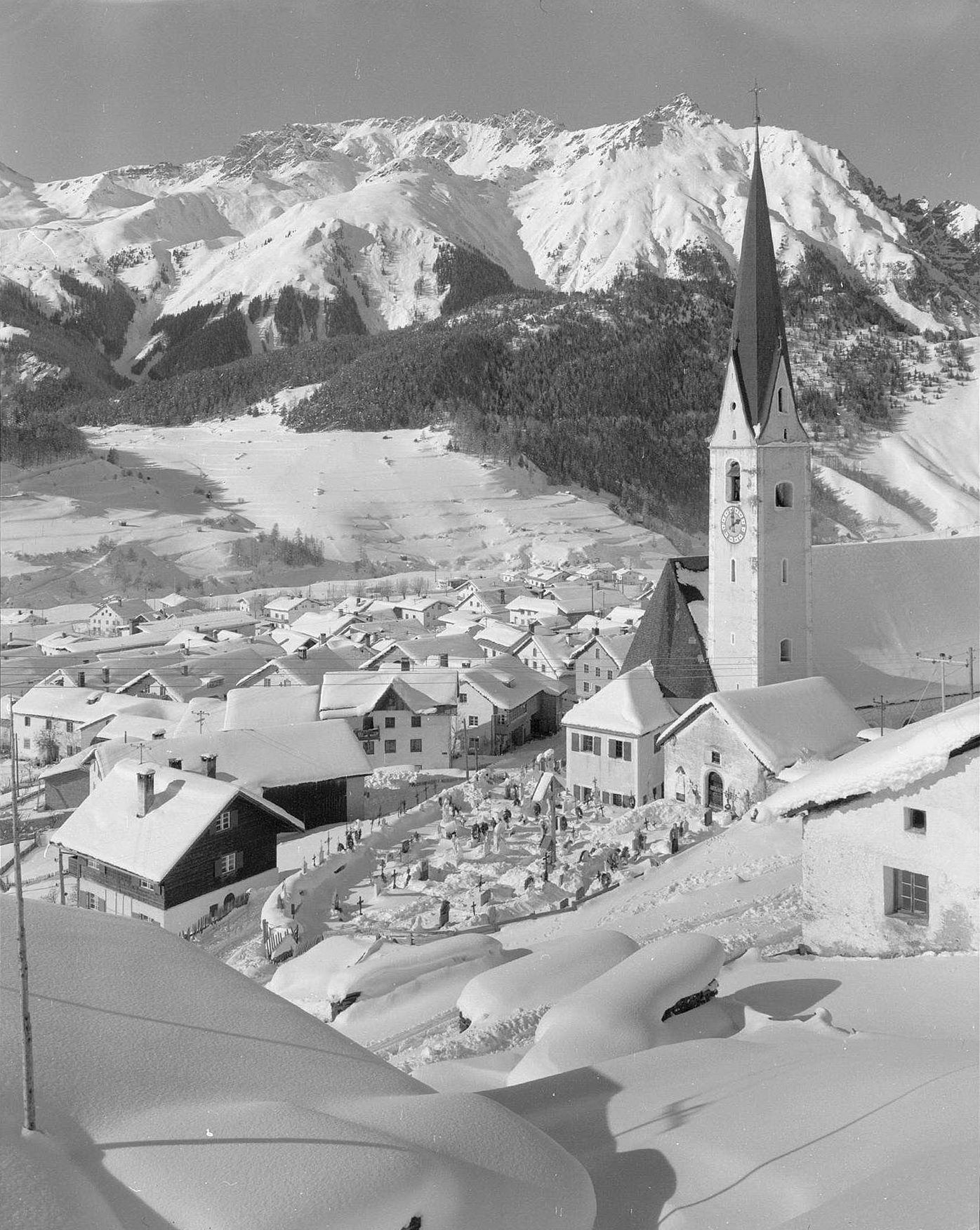
Nauders im Jahre 1968 mit dem Piz Mundin und dem Piz Alpetta

Geologisch liegt der Piz Mundin in Bündnerschiefer, auch grössere Vorkommen von Ophiolithlagen sind dort zu finden.

## Aufstieg
Gängiger Aufstieg ist durch das Val Sampuoir auf den Pass Fuorcla d’Alp. Südlich befindet sich der Piz Malmurainza, von Südwesten führt der Grat mit einer Schwierigkeit von ZS (ziemlich schwierig) auf den Gipfel des Piz Mundin. Ein weiterer Weg führt aber auch vom Inntal im Süden, über die Alp Tea (Schleinser Alm), auf den Grat zwischen Piz Mundin und Piz Malmurainza.
Erstbestiegen wurde der Piz Mundin am 22. Juni 1849 von Johann Wilhelm Coaz und Jon Rag Tscharner.